# Cartoixa de Valldemossa
La cartoixa de Valldemossa és un antic monestir cartoixà i conjunt monumental situat a la vila mallorquina de Valldemossa, que va ser residència del rei Sanç I de Mallorca del segle XV.

## Descripció
La visita al conjunt s'inicia per l'església, edifici d'estil neoclàssic decorat per grans artistes i artesans de l'època, que es va començar a construir el 1751 sobre l'església primitiva erigida el 1446. Sortint de l'església, s'accedeix al claustre –una de les parts més antigues de les edificacions actuals– i, des d'aquí, a l'antiga farmàcia dels cartoixans. A continuació, es visita el jardí i les habitacions de la cel·la prioral –capella, biblioteca, sala d'audiències, dormitori...–, on es conserva el llegat històric i artístic dels cartoixans, que mostra com vivien els monjos. A les cel·les 2 i 4, es troben els documents i records de l'estada de Chopin i George Sand a Valldemossa, entre 1838 i 1839.
La visita continua al Museu Municipal, que acull una secció dedicada a l'antiga Impremta Guasp, la sala de l'Arxiduc Lluís Salvador, la pinacoteca "La Serra de Tramuntana" i una col·lecció d'art contemporani.
Travessant la plaça de la Cartoixa i passant per davant de l'estudi del pintor Coll Bardolet, es troba el palau del Rei Sanç, un casal luxós que conserva elements de l'antiga cartoixa, com ara l'escala d'accés, el claustre i la torre de defensa.
Un suggeridor passeig pels camins concèntrics del jardí de la cartoixa, envoltats de xiprers i altres arbres, és el final perfecte per a la visita.

## Història
L'origen del conjunt es remunta al temps del rei Jaume II de Mallorca, que escollí aquest excepcional indret de la serra de Tramuntana, situat a més de 400 metres d'altitud, per edificar-hi un palau per al seu fill Sanç, conegut com el "palau del rei Sanç". L'any 1399, Martí l'Humà cedí totes les possessions reials de Valldemossa als frares cartoixans. Aquests fundaren la cartoixa i l'habitaren fins al 1835, quan passà a mans privades per la desamortització de Mendizábal.
Ha atret al llarg de la història personatges il·lustres d'arreu del món –entre els quals destaquen Chopin i la seva companya George Sand–; és un dels principals atractius del municipi i una de les visites preferides dels turistes que arriben a l'illa. L'edifici també ha estat habitat per altres personatges, com Gaspar Melchor de Jovellanos, confinat a Valldemossa per qüestions polítiques, Rubén Darío, Azorín, Santiago Rusiñol i Miguel d'Unamuno. Aquest darrer descriu l'ambient, el paisatge i els edificis de la Cartoixa a la seva obra Andanzas y visiones españolas.
Fins al 2004, el saló de música del palau acollí cada dia actuacions folklòriques a càrrec del parado de Valldemossa i concerts de piano interpretats per destacats pianistes.
Entre les activitats culturals que tenen lloc a la cartoixa, cal destacar el Festival Chopin, que s'hi celebra cada mes d'agost des del 1981.